# 平泉寺白山神社
平泉寺白山神社（へいせんじはくさんじんじゃ）は、福井県勝山市平泉寺町平泉寺に鎮座する神社。白山信仰の越前国側の拠点として、仏教僧の泰澄により717年に開山されたと伝えられ、後に比叡山延暦寺（天台宗総本山）の末寺となって栄え、明治時代の神仏分離までは仏教寺院霊応山平泉寺だった。その歴史や出土品などは白山平泉寺歴史探遊館まほろばで展示紹介されている。

## 祭神
本殿に伊奘冊尊、本殿右の別山社に天忍穂耳尊、左の越南知社（おおなむちしゃ）に大己貴尊を祀る。

## 歴史

### 創建

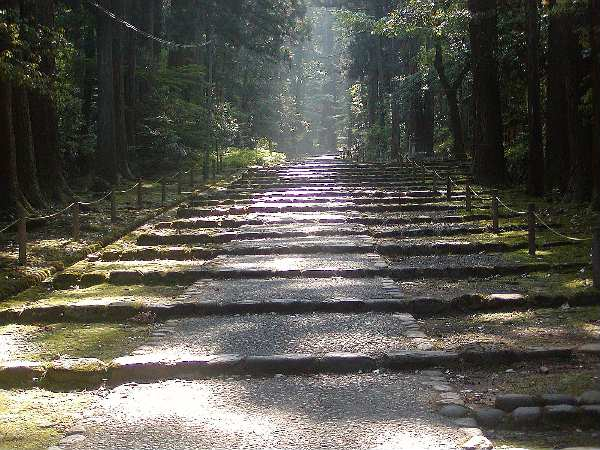
参道

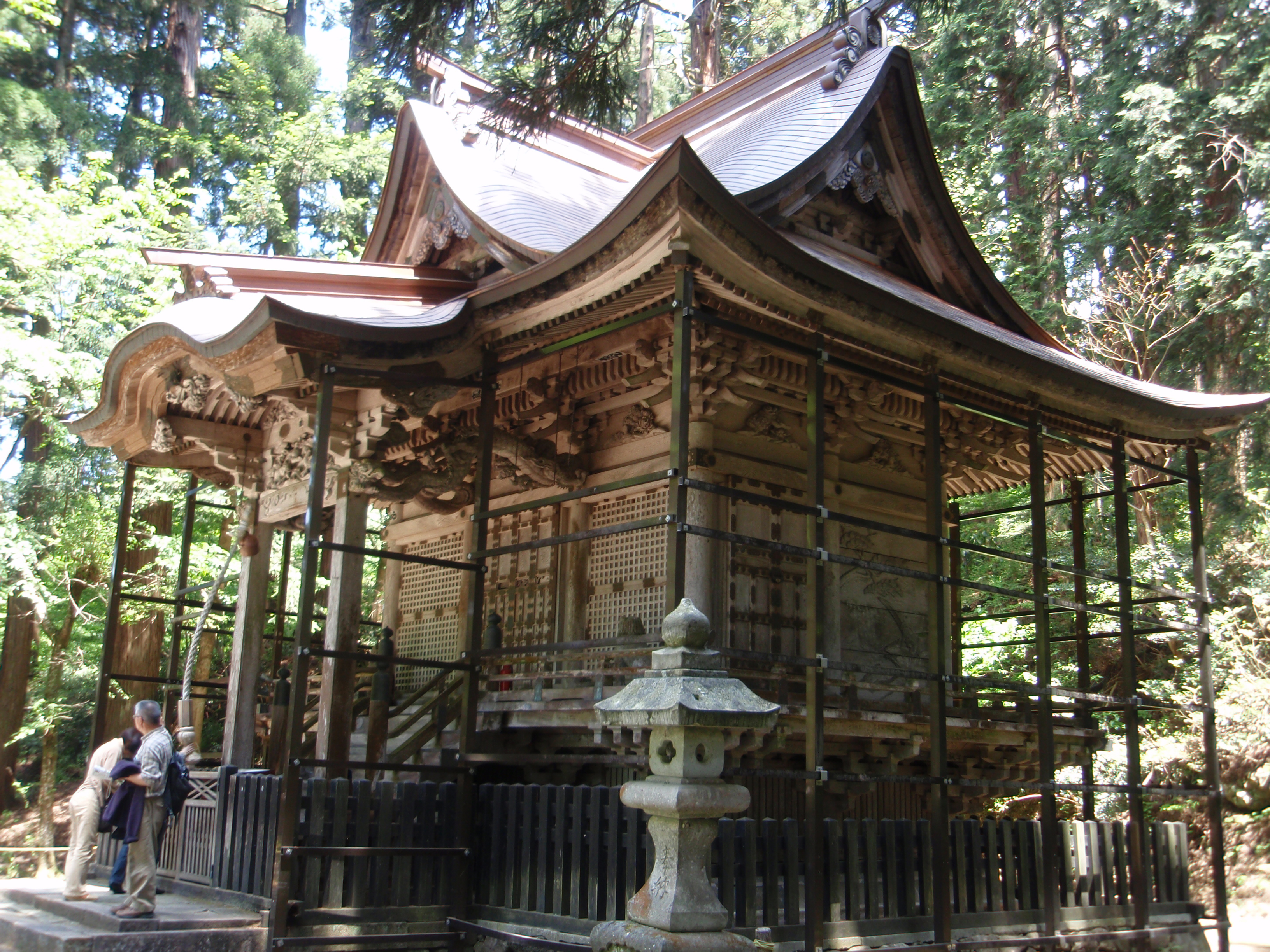
寛政年間建立の本殿

養老元年（717年）、泰澄によって開かれたという。平安時代以降比叡山延暦寺の勢力下に入り、霊応山平泉寺として知られるようになり、豊原寺と双璧をなした。白山信仰の越前側の禅定道の拠点（越前馬場・ばんば）として山伏・僧兵が集まるところとなる。
応徳元年（1084年）には延暦寺の末寺となる。しかし、久安3年（1147年）の時点では園城寺の末寺となっていた。そのため、この年に延暦寺は再び平泉寺を末寺とするために鳥羽法皇に訴えて認められ、平泉寺は再び延暦寺の末寺となった。
延暦寺の末寺であった承安2年（1172年）7月に大講堂が再建され、延暦寺の学僧永弁がその落慶法要の導師を務めている。大講堂は白山神社の拝殿前にあり、七間四面の大きさで、その内陣には釈迦如来、阿弥陀如来、薬師如来、観音菩薩、不動明王、毘沙門天の仏像6体が祀られていた。
源平合戦時の行動として、『平家物語』には、寿永2年（1183年）4月に行われた平家と木曾義仲方との火打城の戦いで、平泉寺の長吏斎明が木曾義仲を裏切り平家側についたことが書かれている。斎明はその後の倶利伽羅峠の戦いで捕らえられ処刑されているが、一方で義仲はその戦いの後に藤島七郷を平泉寺に寄進している。この頃にはもう既に有力な僧兵集団がいたことが知られる。

### 中世
鎌倉時代の初めには、源頼朝に追われた源義経主従が、山伏に姿を変えて奥州藤原氏のもとへ落ち延びる途中で平泉寺に立ち寄ったといわれ、義経や武蔵坊弁慶に関する伝説も残っている。
平泉寺は南北朝時代になると南朝の後醍醐天皇に味方し、越前は南朝にとって非常に有力な地域となった。しかし、北朝の斯波高経によって藤島荘を安堵されると北朝に寝返り、藤島城などに立て籠もったので南朝軍と合戦となった。そこで新田義貞が延元3年/建武5年（1338年）閏7月に藤島城攻めの援軍に向かっていたところを襲撃され、燈明寺畷で戦死した。
以後、室町時代に入ると、越前守護の斯波氏の保護を受け、ますます勢いは盛んとなっていったが、永享12年（1440年）8月に失火によって全山が炎上する事態となった。しかし、10月4日には室町幕府から復興資金として北陸道七か国から棟別銭を徴収することを認められ、この時以降に石垣を多用するようになった。
こうして室町時代後半の最盛期には砦や堀を備え、全山石垣に囲まれた要害へと変貌し、東西1.2キロメートル、南北1キロメートルもの範囲に、南谷3600坊、北谷2400坊、48社、36堂、6000坊の院坊を備え、僧兵8000人を抱える巨大な宗教都市を形成した。特に、泰澄が住していたゆかりの地であり、清僧が住する北谷と違い、妻帯僧が住する南谷は直線的な石畳道路を始めとして計画的に開発された区画で構成されている。また、寺だけではなく街並みがあった証拠として徳市、安ヶ市、鬼ヶ市という地名が残っている。

### 戦国時代
天文12年（1543年）、長年にわたって加賀馬場・白山比咩神社が持っていた白山山頂の管理権や入山料の徴収などの利権を越前馬場・平泉寺が奪おうとし、以来抗争が続く。
戦国時代には越前の国主である朝倉氏と肩を並べるほどの一大勢力となっていた平泉寺は、「日本国一番の法師大名」といわれた寺領8000石を誇る飛鳥井宝光院と大聖院が寺内を統括し、その下に寺領3000石の波多野玉泉坊、小河聞浄坊、佐藤福寿坊、三段崎宝蔵坊、中村増智坊などの有力な坊舎が軒を連ねた。また僧兵の出自も朝倉氏の家臣団一族から入室していることもあり、朝倉氏とは極めて近しい関係であり続けた。
そのため、朝倉義景が北近江の大名浅井長政の援軍に赴く際には平泉寺から玉泉坊や宝光院なども兵を出している。しかし、天正元年（1573年）8月には小谷城の西にある丁野城を守っていた玉泉坊は織田信長の軍勢に攻められ、降伏している。
その後、越前は朝倉義景が従兄弟の朝倉景鏡に裏切られて自害した結果（一乗谷の戦い）、織田氏の領国となり、元朝倉家臣の桂田長俊（前波吉継）が統治を行った。しかしその間玉泉坊は平泉寺を統括する宝光院と大聖院を出し抜いて、秘蔵の茶道具である青磁筒を信長に献上して近づき、信長から一山総務の朱印状を入手し、平泉寺全山を手中に収めた。クーデターである。こうして玉泉坊は平泉寺の社領や神物を自由に差配して、平泉寺諸院諸坊から黄金を徴収するなどした。しかし、天正2年（1574年）1月19日、富田長繁が反乱を起こして一乗谷にいた桂田長俊を討ち取る事件が発生するとその混乱に乗じて1月23日、宝光院などが兵を挙げて玉泉坊父子を討ち果たした。
宝光院は以前の体制に戻そうと実力者の朝倉景鏡と組んだが、その景鏡が2月になって越前一向一揆に襲われて居城の亥山城から平泉寺に逃げてきたので匿ったため、平泉寺自体が一向一揆の標的となってしまった。
4月15日、平泉寺と景鏡の軍勢が地元の一揆が籠る村岡山城を攻めている最中に和田本覚寺率いる一向一揆軍が平泉寺本体に襲い掛かり、それを見た平泉寺と景鏡の軍勢は平泉寺に戻ろうとして混乱し、合戦に敗北。景鏡は戦死し、多くの僧兵も討死、逃亡して平泉寺は全山を焼失、滅亡した。だが、その後、天正11年（1583年）に平泉寺に戻ってきた顕海が、弟子の専海と日海を率いて再興に着手し、豊臣秀吉などの崇敬を受けて復興させた。

### 近世
江戸時代には福井藩と越前勝山藩から寄進を受け、規模は6坊2か寺、寺領は330石であった。
寛保3年（1743年）、いさかいが絶えなかった越前馬場・平泉寺と加賀馬場・白山比咩神社の利権争いがようやく江戸幕府寺社奉行によって、御前峰・大汝峰の山頂は平泉寺、別山山頂は長瀧寺（長滝白山神社）が管理すると決められ、白山頂上本社の祭祀権を獲得した。
明治時代に入ると神仏分離令により寺号を捨て神社として運営されることとなり、寺院関係の建物は解体された。
さらに、1872年（明治5年）11月、江戸時代の決定とは逆の裁定が行われ、白山各山頂と主要な禅定道が白山比咩神社の所有となった。

## 境内・庭園
境内は白山国立公園特別指定区域内に位置し、その広さは15万平方メートルある。
拝殿へ続く石畳両側では、木々の間に広がる見事な苔が見られる。苔寺とも別称されるが、司馬遼太郎は『街道をゆく 越前の諸道』で、白山神社の苔の規模・質に比べれば、京都の苔寺は「笑止なほど」と讃えている。福井県立大学教授の大石善隆によると、拝殿一帯の苔は120種類近くと多彩であり、山に囲まれた地形で、冬に積雪が多いことから湿度が高く保たれ、苔の生育に適した環境になっている。
旧玄成院（別当・平泉宮司邸）庭園は、1930年（昭和5年）に国の名勝に指定された。境内は1935年（昭和10年）に「白山平泉寺城跡」として国の史跡に指定された。その後、1997年（平成9年）に史跡の指定地域が追加され、指定名称が「白山平泉寺旧境内」に変更された。
また、「美しい日本の歴史的風土100選」（2007年（平成19年））、「かおり風景100選」（2001年（平成13年））に選定されている。

## 参道

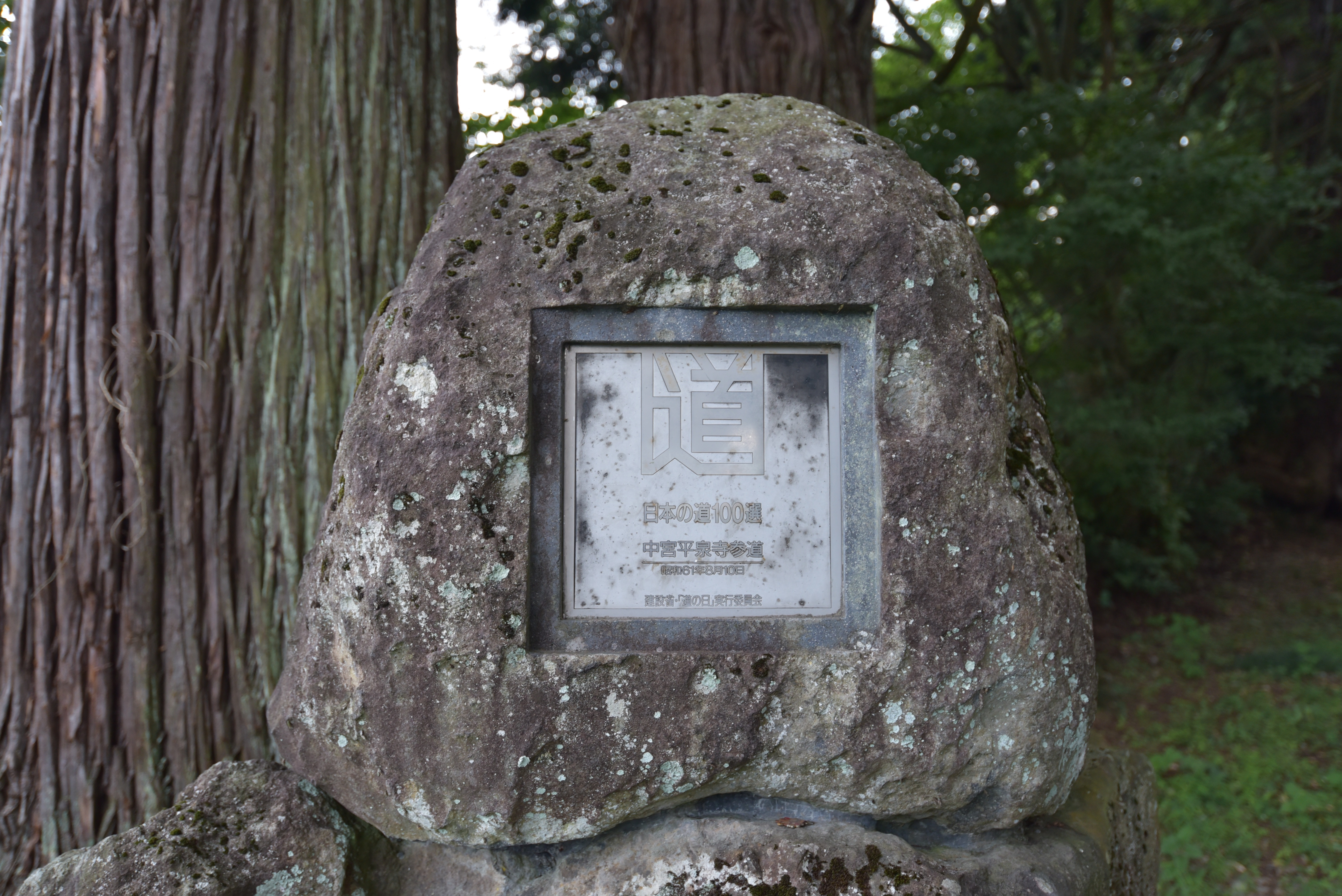
中宮平泉寺参道（平泉寺白山神社）日本の道百選の顕彰碑

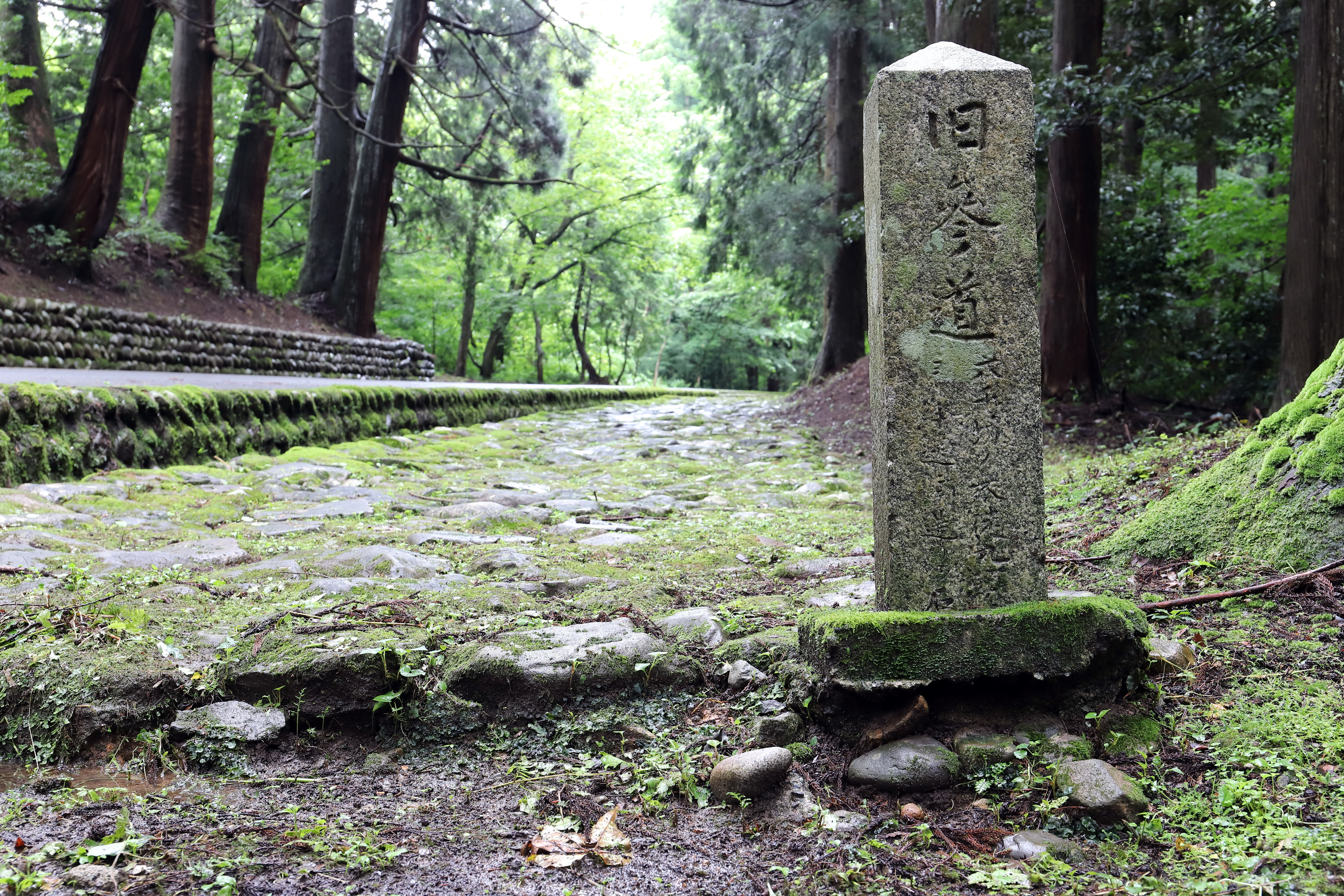
平泉寺白山神社 旧参道

中宮平泉寺参道（ちゅうぐうへいぜんじさんどう）は、勝山市道の路線に指定されている約1.2kmの旧参道である。菩提林とよばれる樹齢1000年におよぶスギやブナのほか、サラ、ヤマナシの老木の並木に覆われる。旧参道の石畳は、室町時代に九頭竜川の河原の石を、修行僧が手送りで運び普請事業としてつくられたものといわれる。石畳の横の道路は、1912年（大正元年）に開通したもので、石畳を残すために石畳の横にあった元の古い馬車道を拡幅してつくられた。この旧参道が1986年（昭和61年）に「日本の道100選」に選定されているほか、1994年（平成6年）に読売新聞社選定の「新・日本街路樹100景」（1994年（平成6年））のひとつに選定されている。また、平泉寺から白山までの白山禅定道が1996年（平成8年）「歴史の道百選」に選定されている。
現在では平泉寺白山神社へアクセスする主要道路は、福井県道132号平泉寺線として認定されている。

## 宮司
- 平泉須賀波（初代宮司）
- 平泉操（第2代宮司）
- 平泉恰合（第3代宮司）
- 平泉澄（第4代宮司）
- 平泉洸（第5代宮司）
- 平泉隆房（第6代宮司）
- 平泉紀房（第7代宮司）

## 拝観
境内を散策する場合の拝観料はなく、参拝や観光のほかパワースポットとして訪れる人もいる。白山平泉寺歴史探遊館まほろばも入場料無料。旧玄成院庭園のみ入園料50円が必要。
宝物殿、絵馬のある拝殿は劣化防止のため普段は非公開。本殿の御開帳は33年に一度で、直近は2025年（令和7年）5月に行われた。

## 交通アクセス
えちぜん鉄道勝山永平寺線勝山駅からは勝山市乗合タクシー平泉寺線または平泉寺・猪野瀬予約便、勝山市内観光バス「ダイナゴン」勝山駅-平泉寺ラインで「平泉寺神社前」下車。
越美北線越前大野駅からは京福バス46系統勝山・大野線「大渡」で勝山市乗合タクシー平泉寺線または平泉寺・猪野瀬予約便へ乗り換えて「平泉寺神社前」下車。「大渡」バス停留所を通る平泉寺線および平泉寺・猪野瀬予約便は始発バス停留所出発時刻の2時間前までに運行会社（大福交通）への電話予約が必要。
最寄りの高速道路は中部縦貫自動車道（永平寺大野道路）で、最寄りのインターチェンジは同じ市内の勝山ICよりも大野市にある大野ICのほうが近い。ただし、北陸自動車道および福井市方面からは勝山ICが最寄り。いずれのICも国道157号を経由して福井県道132号平泉寺線を通る。